# Almaș (okręg Neamț)
Almașⓘ – wieś w Rumunii, w okręgu Neamț, w gminie Gârcina. W 2011 roku liczyła 629 mieszkańców.